# James Williams Gidley
James Williams Gidley (ur. w 1866, zm. w 1931) – amerykański paleontolog specjalizujący się w dziedzinie kręgowców. 

## Życiorys
W 1905 podjął pracę jako preparator w sekcji skamielin kręgowców w United States National Museum. W 1908 awansował na kustosza ssaków kopalnych w nowo utworzonym Wydziale Paleontologii Kręgowców. Od 1912 aż do śmierci pełnił funkcję zastępcy kuratora.